# Поповский сельсовет (Курганская область)
Попо́вский сельсове́т — упразднённые административно-территориальная единица и муниципальное образование со статусом сельского поселения в Варгашинском районе Курганской области Российской Федерации.
Административный центр — село Попово.

## История
В соответствии с Законом Курганской области от 6 июля 2004 года № 419 сельсовет наделён статусом сельского поселения.
Законом Курганской области от 18 января 2019 года N 2, Барашковский, Варгашинский, Лихачевский, Пичугинский, Поповский и Сычевский сельсоветы были упразднены, а их территории с 1 февраля 2019 года включены в состав Варгашинского поссовета.

## Население
| 1926 | 1989 | 2002 | 2010 | 2012 | 2013 | 2014 |
| ---- | ---- | ---- | ---- | ---- | ---- | ---- |
| 1509 | ↘609 | ↗674 | ↘463 | ↘424 | ↘391 | ↘369 |
| 2015 | 2016 | 2017 | 2018 | 2019 |      |      |
| ↘362 | ↗364 | ↘352 | ↘341 | ↘330 |      |      |

## Состав сельсовета
| № | Населённый пункт | Тип населённого пункта       | Население |
| - | ---------------- | ---------------------------- | --------- |
| 1 | Моревское        | деревня                      | ↘68       |
| 2 | Попово           | село, административный центр | ↘346      |
| 3 | Щучье            | деревня                      | ↘49       |

## Известные уроженцы
- Данилов Дмитрий Иванович (1922—2001) — участник Великой Отечественной войны, полный кавалер ордена Славы. Родился в селе Попово.